# Uppsala vokalensemble

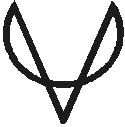
UV:s logotyp

Uppsala Vokalensemble är en blandad kör från Uppsala.
Kören grundades som nationskör på Uplands nation i Uppsala 1964 med Anders Karlberg som dirigent,  men är sedan 1980 en helt fristående kör. Den fristående körens första dirigent var Håkan Parkman.
Dirigenter, under tiden som Uplands nations kammarkör, var Anders Karlberg, Kettil Skarby, Ragnhild Edsman, Mats Herrlin och Gunnar Julin. Efter Håkan Parkman har kören letts av bland andra Ragnar Bohlin, Andreas Lönnqvist, Sofia Ågren, Daniel Åberg och Maria Goundorina.
Repertoaren sträcker sig från kyrklig musik via folkmusik till jazz och modern musik, med även musikdramatiska projekt.
Kören leds sedan 2022 av Simon Frank.